# Corymbia gummifera
Corymbia gummifera är en myrtenväxtart som först beskrevs av Joseph Gaertner, och fick sitt nu gällande namn av Kenneth D. Hill och Lawrence Alexander Sidney Johnson. Corymbia gummifera ingår i släktet Corymbia och familjen myrtenväxter. Inga underarter finns listade i Catalogue of Life.

## Bildgalleri

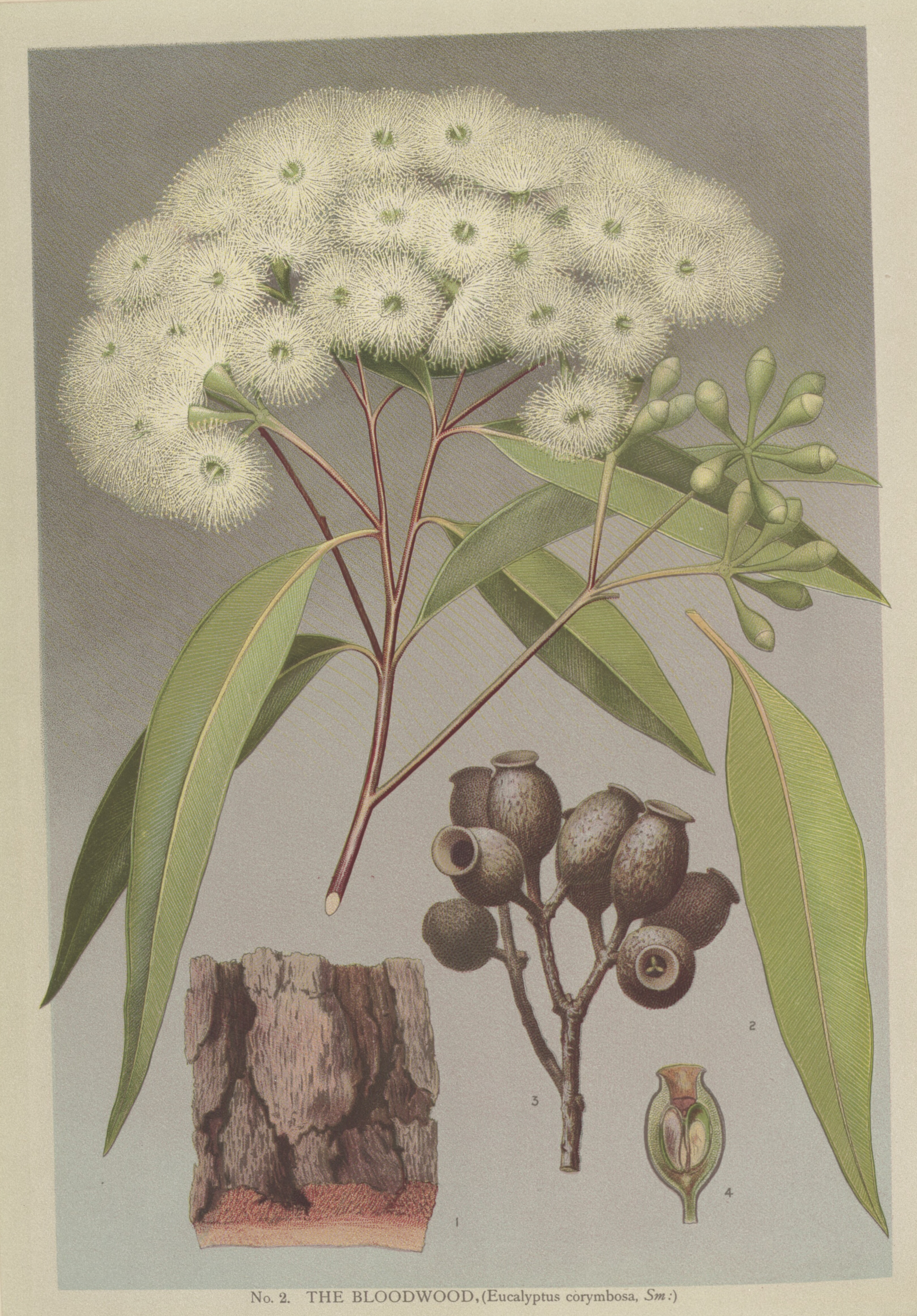